# Musée national de Bloemfontein
Le musée national de Bloemfontein (National Museum) est situé en Afrique du Sud. Fondé en 1877 par le gouvernement de l'État libre d'Orange, ce musée d'histoire naturelle et d'histoire culturelle est situé sur son site actuel à Bloemfontein depuis 1915.

## Description
Le musée comprend treize départements de recherche en sciences naturelles et en sciences humaines, un musée d'art, un département d'éducation, une section des services d'information et une bibliothèque, une section d'administration et deux départements techniques.

## Historique
En 1876, la république de l'État libre d'Orange participe à l'exposition universelle de Philadelphie, organisée pour célébrer le centième anniversaire du début de la révolution américaine, en y envoyant divers objets symbolisant la république boer, ivoire, plumes d'autruche, diamants, peaux d'animaux…
Un an plus tard, inspiré par cette exposition, les autorités de l'État libre décident de créer un musée national. Le premier raadsaal de l'État libre d'Orange est mis à disposition et reconverti en musée national, qui est officiellement fondé le 20 juillet 1877 et dirigé par le docteur Hugh Exton, chargé d'organiser les collectes de fonds. Les collections et les expositions, alors présentées, comprennent principalement des raretés du monde entier.
Le bâtiment devint trop petit et deux extensions sont successivement ajoutés au Raadsaal.

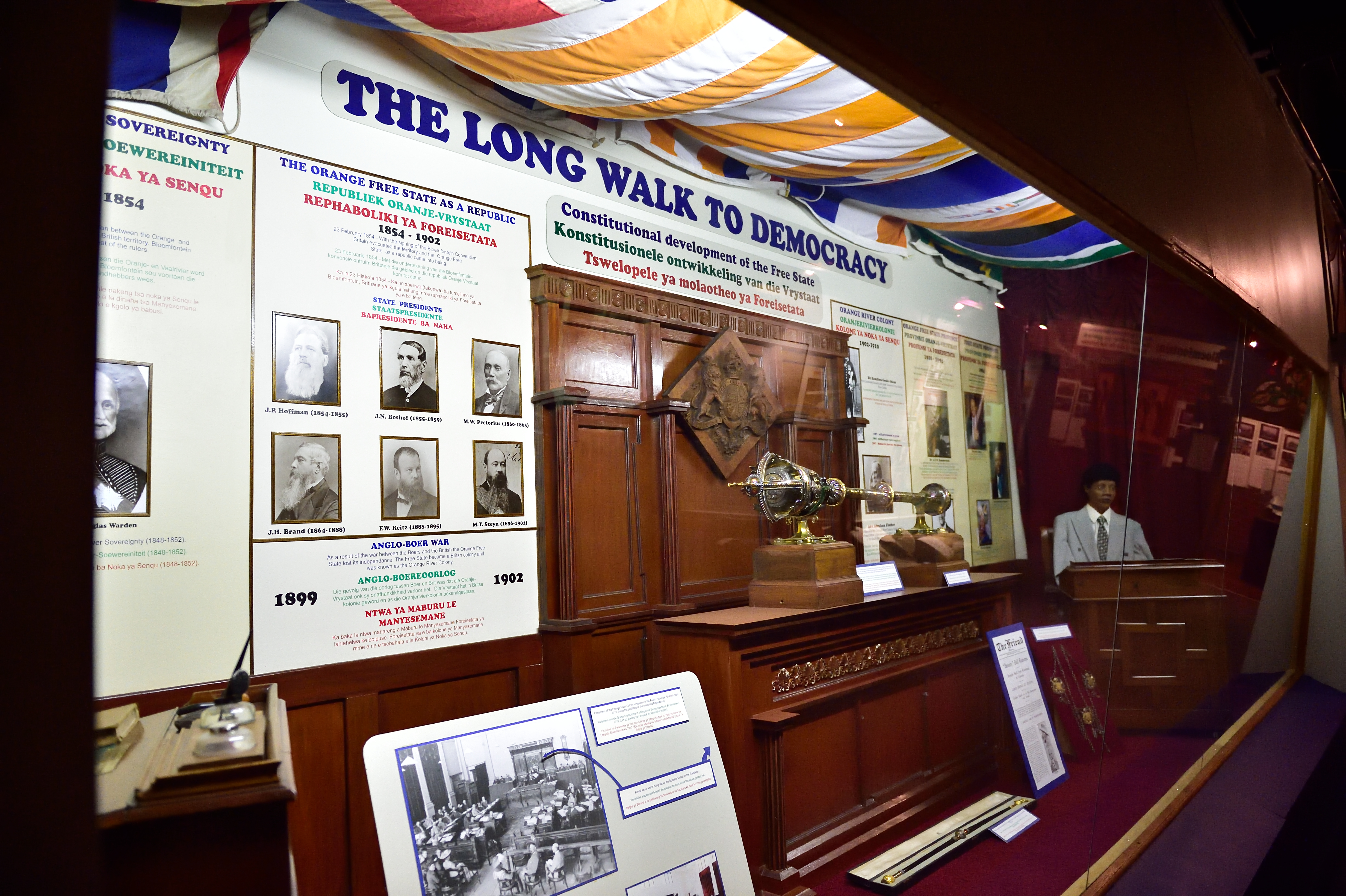
Exposition sur l'Histoire de la province

Pendant les vingt-cinq années suivantes, le musée végète tandis que l'État libre disparait à la suite de la seconde guerre des Boers. Au début des années 1910, le gouvernement de l'Union sud-africaine décide de financer la construction d'un nouveau bâtiment pour accueillir les collections. Ce bâtiment, en tant que musée national, ouvre ses portes le 4 janvier 1915 au 36 Aliwal Street.
Le musée se développe progressivement sous les mandats de ses directeurs successifs, devenant une institution reconnue en recherche paléontologique, anthropologique et archéologique. Plusieurs nouveaux départements sont créés ainsi que des musées satellites (premier raadsaal, musée du chariot, Freshford House Museum, Florisbad Quaternary Research Station, musée d'art Oliewenhuis).

## Sources